# Stefan Posch
Stefan Posch (Judenburg, 14 mei 1997) is een Oostenrijks voetballer die doorgaans als rechtsback of centrale verdediger speelt. In 2022 verruilde hij 1899 Hoffenheim voor Bologna FC 1909. Posch debuteerde in 2019 in het Oostenrijks voetbalelftal.

## Clubcarrière

### 1899 Hoffenheim
Posch' carrière begon in de jeugd van Tus Kraubath, DSV Leoben, Grazer AK, AKA HIB Liebenau, Sturm Graz, Admira Wacker en TSG Hoffenheim, waar hij in 2016 de overstap naar het eerste elftal maakte. Het seizoen 2016/17 werd Posch eenmaal bij de selectie genomen. Hij bleef de hele wedstrijd op de bank. Op 28 september 2017 debuteerde Posch in de Europa League in een met 2–1 verloren wedstrijd uit bij PFK Ludogorets. Op 14 oktober 2017 maakte Posch zijn debuut in de Bundesliga, thuis tegen FC Augsburg. Posch speelde de volledige wedstrijd.
Vanaf het seizoen 2019/20 was Posch vaste basisspeler bij Hoffenheim: dat seizoen kwam hij tot dertig wedstrijden in alle competities. Op 15 oktober 2021 speelde Posch tegen 1. FC Köln zijn 100'ste wedstrijd voor Hoffenheim. In dat met 5-0 gewonnen duel scoorde hij bovendien zijn eerste doelpunt voor Hoffenheim en in het betaald voetbal. In totaal speelde Posch 124 wedstrijden voor Hoffenheim, waarin hij twee goals maakte.

### Bologna
Richting het einde van de transfermarkt van de zomer van 2022 vertrok Posch naar Bologna, waar hij een contract tekende voor vier seizoenen. Hij maakte op 11 september tegen Fiorentina zijn debuut voor de club. Op 6 november scoorde hij tegen Torino zijn eerste doelpunt voor Bologna. Hij zou dat seizoen zes keer scoren, drie keer zo veel als in zijn vijf seizoenen daarvoor bij Hoffenheim. In zijn tweede seizoen bij Bologna maakte hij deel uit van de verrassing van het seizoen: Bologna eindigde vijfde, wat deelname aan de Champions League betekende.

## Clubstatistieken
| Seizoen     | Club            | Competitie  | Competitie | Competitie | Beker | Beker | Internationaal | Internationaal | Totaal | Totaal |
| Seizoen     | Club            | Competitie  | Wed.       | Dlp.       | Wed.  | Dlp.  | Wed.           | Dlp.           | Wed.   | Dlp.   |
| ----------- | --------------- | ----------- | ---------- | ---------- | ----- | ----- | -------------- | -------------- | ------ | ------ |
| 2017/18     | 1899 Hoffenheim | Bundesliga  | 9          | 0          | 0     | 0     | 4              | 0              | 13     | 0      |
| 2018/19     | 1899 Hoffenheim | Bundesliga  | 17         | 0          | 1     | 0     | 2              | 0              | 20     | 0      |
| 2019/20     | 1899 Hoffenheim | Bundesliga  | 28         | 0          | 2     | 0     | –              | –              | 30     | 0      |
| 2020/21     | 1899 Hoffenheim | Bundesliga  | 26         | 0          | 1     | 0     | 3              | 0              | 30     | 0      |
| 2021/22     | 1899 Hoffenheim | Bundesliga  | 28         | 2          | 3     | 0     | –              | –              | 31     | 2      |
| 2022/23     | 1899 Hoffenheim | Bundesliga  | 1          | 0          | 1     | 0     | –              | –              | 2      | 0      |
| 2022/23     | Bologna         | Serie A     | 30         | 6          | 1     | 0     | –              | –              | 31     | 6      |
| 2023/24     | Bologna         | Serie A     | 31         | 1          | 3     | 0     | –              | –              | 34     | 1      |
| Club totaal | Club totaal     | Club totaal | 170        | 9          | 12    | 0     | 9              | 0              | 181    | 9      |

## Interlandcarrière
Posch doorliep verschillende jeugdploegen van het nationale elftal. Hij debuteerde op 10 juni 2019 in het Oostenrijks voetbalelftal, in een met 1–4 gewonnen EK-kwalificatiewedstrijd in en tegen Noord-Macedonië. Hij maakte op 13 oktober 2019 zijn eerste interlandgoal, het enige doelpunt van de wedstrijd in een EK-kwalificatiewedstrijd in en tegen Slovenië.
Hij ging zonder minuten te maken mee naar het EK 2020, waarin Oostenrijk werd uitgeschakeld in de achtste finale tegen latere winnaar Italië. Onder nieuwe bondscoach Ralf Rangnick was Posch basisspeler tijdens het EK 2024, waarin het eerste werd in een poule met Frankrijk en Nederland. Vervolgens werd het opnieuw in de achtste finale uitgeschakeld door Turkije.
1 Skorupski ·
2 Holm ·
3 Posch ·
5 Erlić ·
6 Moro ·
7 Orsolini ·
8 Freuler ·
9 Castro ·
10 Karlsson ·
11 Ndoye ·
14 Iling-Junior ·
15 Casale ·
16 Corazza ·
17 El Azzouzi ·
18 Pobega ·
19 Ferguson  ·
20 Aebischer ·
21 Odgaard ·
22 Lykogiannis ·
23 Bagnolini ·
24 Dallinga ·
26 Lucumí ·
28 Cambiaghi ·
29 De Silvestri ·
30 Domínguez ·
31 Beukema ·
33 Miranda ·
34 Ravaglia ·
80 Fabbian ·
82 Urbański ·
Coach: Italiano
1 A. Schlager ·
2 Ulmer ·
3 Dragović ·
4 Hinteregger ·
5 Posch ·
6 Ilsanker ·
7 Arnautović ·
8 Alaba ·
9 Sabitzer ·
10 Grillitsch ·
11 Gregoritsch ·
12 Pervan ·
13 Bachmann ·
14 Baumgartlinger  ·
15 Lienhart ·
16 Trimmel ·
17 Schaub ·
18 Schöpf ·
19 Baumgartner ·
20 Onisiwo ·
21 Lainer ·
22 Lazaro ·
23 X. Schlager ·
24 Laimer ·
25 Kalajdžić ·
26 Friedl ·
Coach: Foda
1 Lindner ·
2 Wöber ·
3 Trauner ·
4 Danso ·
5 Posch ·
6 Seiwald ·
7 Arnautović  ·
8 Prass ·
9 Sabitzer ·
10 Grillitsch ·
11 Gregoritsch ·
12 Hedl ·
13 Pentz ·
14 Querfeld ·
15 Lienhart ·
16 Mwene ·
17 Kainz ·
18 Schmid ·
19 Baumgartner ·
20 Laimer ·
21 Daniliuc ·
22 Seidl ·
23 Wimmer ·
24 Weimann ·
25 Entrup ·
26 Grüll ·
Coach: Rangnick